# Polieucte (escultor)
Polieucte   (valor desconegut - valor desconegut) fou un escultor de l'antiga Grècia d'època hel·lenística.

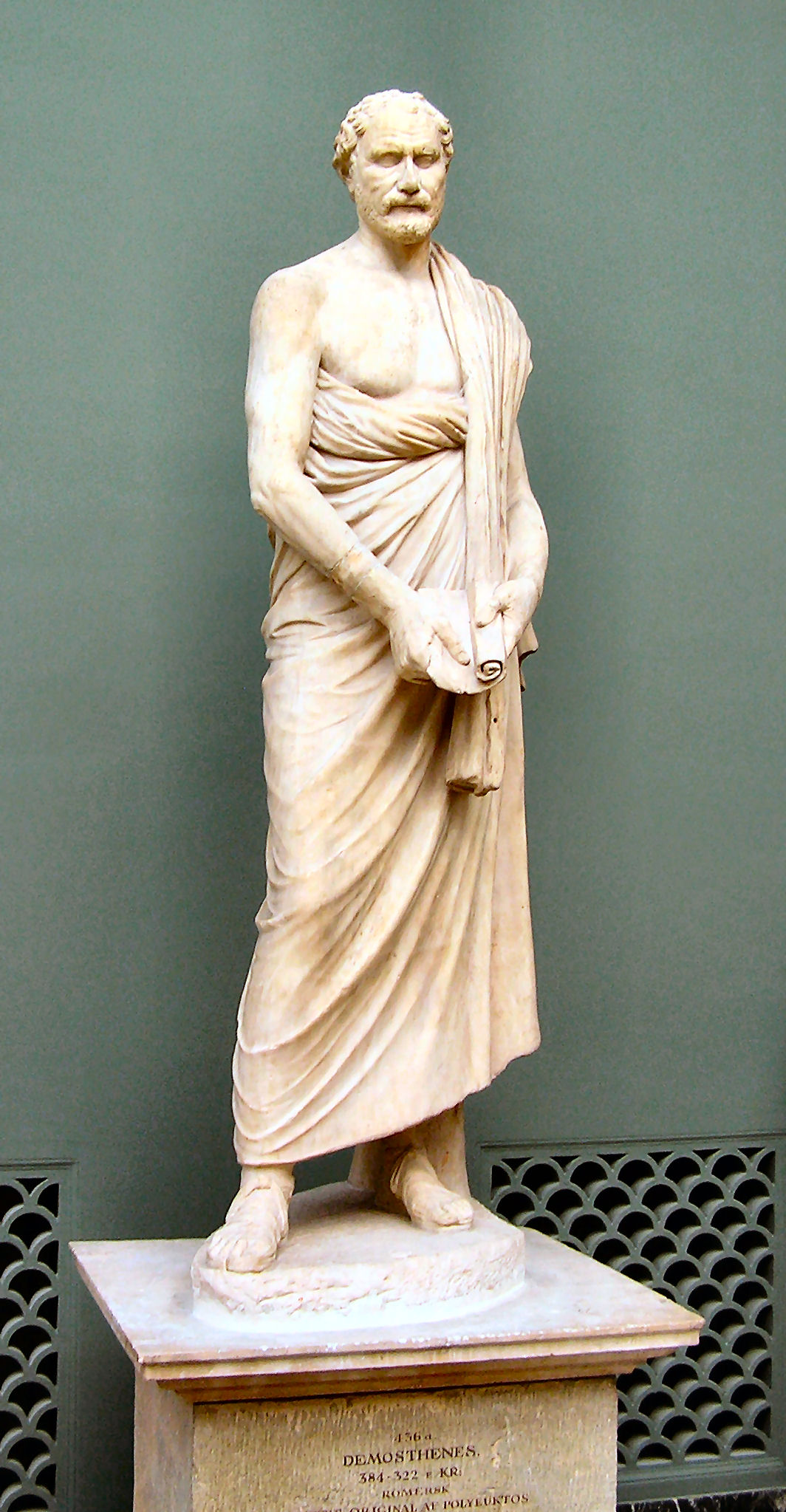
Demòstenes, còpia en la Ny Carlsberg Glyptotek

Només se li coneix una obra, un retrat de l'orador Demòstenes, realitzat en el 280 aC, 42 anys després de la mort de l'orador, per encàrrec d'Atenes a iniciativa de Demòcares, nebot de l'homenatjat (Plutarc: «Demòstenes», 30). Es va alçar en l'àgora d'Atenes, no lluny de l'altar dels dotze déus i el monument als herois epònims (Pausànies: I 8.2). En la base hi havia aquest dístic inscrit:
| « | Si haguesses tingut tanta força com el teu pensament, Demòstenes, mai l'Ares macedoni hauria governat els grecs. | » |

L'estàtua i l'escultor es feren famosos. En època romana se'n van fer moltes reproduccions, de les quals es conserven dues còpies majors que la grandària natural (conservades en la Ny Carlsberg Glyptotek i els Museus Vaticans) i una cinquantena de busts.
Plutarc recull en una anècdota:
| «                               | Un soldat, dut davant la justícia pel seu cap, diposità una mica d'or que posseïa en les mans de l'estàtua de Demòstenes, que tenia els dits tancats i a la vora de la qual havia crescut un plàtan petit. Moltes fulles de l'arbre s'amuntegaren sobre l'or, el taparen i l'amagaren durant molt de temps. Quan l'home hi tornà, recuperà el seu tresor. La història s'escampà i moltes persones amb enginy l'agafaren com a pretext per compondre epigrames sobre el desinterés de Demòstenes | » |
| — «Vida de Demòstenes», 31.1-2. | |   |

El text permet reconéixer el tipus estatuari originari, tot i que la posició de les mans de l'exemplar de Copenhaguen fou modificada pel copista. (Pausànies)
L'obra de Polieucte marca un punt d'inflexió en la tradició grega del retrat: l'escultor no representa sols l'aspecte físic, sinó la força interior de l'orador. Demòstenes apareix envellit, en tensió, el rostre marcat per una fonda concentració. La seua posa impactant fou imitada per molts artistes d'època moderna, com ara per Daniel Chester French en la seua estàtua d'Abraham Lincoln per al Lincoln Memorial.